# Biegi narciarskie na Zimowych Igrzyskach Olimpijskich 1972 – sztafeta kobiet
Bieg sztafetowy kobiet podczas Zimowych Igrzysk Olimpijskich 1972 w Sapporo został rozegrany 12 lutego. Wzięły w nim udział 44 zawodniczki z jedenastu krajów. Mistrzostwo olimpijskie w tej konkurencji wywalczyła reprezentacja ZSRR w składzie: Lubow Muchaczowa, Alewtina Olunina i Galina Kułakowa.

## Wyniki
| Pozycja | Kraj                                                                       | Czas                                | Strata   |
| ------- | -------------------------------------------------------------------------- | ----------------------------------- | -------- |
|         | ZSRR · Lubow Muchaczowa · Alewtina Olunina · Galina Kułakowa               | 48:16,15 16:49,20 16:30,91 15:26,04 | -        |
|         | Finlandia · Helena Takalo · Hilkka Riihivuori · Marjatta Kajosmaa          | 49:19,37 17:04,93 16:41,67 15:32,77 | +1:03,22 |
|         | Norwegia · Inger Aufles · Aslaug Dahl · Berit Mørdre Lammedal              | 49:51,49 17:36,75 16:34,87 15:39,87 | +1:35,34 |
| 4.      | RFN · Monika Mrklas · Ingrid Rothfuß · Michaela Endler                     | 50:25,61 17:40,22 17:06,50 15:38,89 | +2:09,46 |
| 5.      | NRD · Gabriele Haupt · Renate Fischer · Anna Unger                         | 50:28,45 17:37,32 16:49,56 16:01,57 | +2:12,30 |
| 6.      | Czechosłowacja · Alena Bartošová · Helena Šikolová · Milena Cillerová      | 51:16,16 17:35,77 17:06,47 16:33,92 | +3:00,01 |
| 7.      | Polska · Anna Gębala · Józefa Chromik · Weronika Budny                     | 51:49,13 18:21,93 17:15,45 16:11,75 | +3:32,98 |
| 8.      | Szwecja · Meeri Bodelid · Eva Olsson · Birgitta Lindqvist                  | 51:51,84 18:32,24 17:09,91 16:09,69 | +3:35,69 |
| 9.      | Japonia · Tokiko Ozeki · Hiroko Takahashi · Hideko Saito                   | 53:20,75 18:30,54 17:51,41 16:58,80 | +5:04,60 |
| 10.     | Kanada · Shirley Firth · Sharon Firth · Roseanne Allen                     | 53:37,82 18:39,47 17:37,29 17:21,06 | +5:21,67 |
| 11.     | Stany Zjednoczone · Barbara Britch · Alison Owen-Spencer · Martha Rockwell | 53:38,60 18:48,54 18:33,66 16:16,40 | +5:22,45 |